# 大衛·拉耶
大衛·拉耶·馬丁（1995年9月15日—），西班牙足球運動員，現效力於英超球會阿仙奴、西班牙國家足球隊，司職守門員。現今球壇最佳門將之一。

## 俱樂部生涯
拉耶來自科爾内利亞U19，於2012年進入布力般流浪的U21青訓學院。他在2015年4月4日完成了他的英冠首秀，在對陣列斯聯的比賽中，幫助3-0獲勝，零封對手。隨後，在2014-2015賽季，他被租借到修夫港。
拉耶在2019年轉會到賓福特之前，在英冠和英甲聯賽共在108場比賽中出場。而在賓福特，這支隊伍在2020-21賽季升入英超聯賽，本賽季在英超取得成功。

### 兵工廠
2023年8月15日，拉亞完成了為期一個賽季的租借至阿仙奴。兵工廠支付了300萬英鎊完成租借交易，其中有2700萬英鎊的購買選擇權。作為交易的一部分，拉亞與布倫特福德簽訂了一份為期兩年的續約合同，其中還包括額外12個月的俱樂部選擇權。
2024年7月4日，拉亞與阿森納簽訂了一份長期合同，正式轉會。 8月24日對陣阿斯頓維拉的比賽中，他單手扑出了奧尼·屈堅斯的近距離頭球攻門，這一撲救後來獲得了2024年8月英超聯賽月度最佳撲救獎 。

## 國家隊生涯
2022年3月26日，西班牙友誼賽對陣阿爾巴尼亞，拉耶首發出戰，迎來西班牙國家隊首秀。
2024年歐洲足球錦標賽，拉耶隨西班牙贏得了2024年欧洲足球锦标赛冠軍。

## 榮譽
賓福特
- 英格蘭足球冠軍聯賽附加賽冠军 : 2021[12]

西班牙國家隊
- 歐洲足協國家聯賽冠軍 : 2022-23[13]
- 欧洲足球锦标赛冠軍：2024年[14]

### 個人
- 英格蘭足球冠軍聯賽金手套獎 : 2019-20
- 英格蘭足球超级聯賽金手套獎 : 2023-24、2024-25
- PFA年度最佳陣容 : 2023-24 [15]

## 外部連結
- Soccerway資料庫：大衛·拉耶
- 足球数据库：大衛·拉耶的球员统计数据
- David Raya （页面存档备份，存于） at brentfordfc.com